# Mossi & Ghisolfi
Il Gruppo Mossi & Ghisolfi fondato nel 1953 da Vittorio Ghisolfi e dal suocero Domenico Mossi, era una multinazionale italiana che operava nel campo della chimica con sede a Tortona, in Piemonte. Rappresentava la seconda azienda chimica in Italia.
È stato tra i maggiori produttori al mondo nel settore del polietilene tereftalato, meglio noto con l’acronimo di PET, materiale utilizzato e ormai insostituibile nel settore degli imballaggi alimentari. Ha inventato anche il Proesa per i biocarburanti di seconda generazione.

## Storia

### Gli inizi
La Mossi & Ghisolfi nasce, negli anni '60, come azienda specializzata nella produzione di contenitori in polietilene e poliestere per farmaceutici, detergenti e cosmetici; nei primi anni settanta era già il primo produttore italiano di imballaggi in plastica, grazie anche ad una joint-venture stipulata con la Montedison. Negli anni ‘70 la Mossi & Ghisolfi si allea con la Shell per realizzare a Patrica (FR) quello che era, all'epoca, il maggior stabilimento per la produzione di PET in Europa. Gradualmente il cuore dell'attività dell'azienda si sposta dalla realizzazione dei contenitori in PET alla produzione del polimero.
Nel 1989 acquisisce lo stabilimento chimico di Pallanza, già della Montefibre, costituendo con altri soci le società Acetati S.p.A. e, nel 1997, Italpet S.p.A. (poi Italpet Preforme S.p.A. e Europa Preforme S.r.l.), specializzate, la prima nella produzione di acetato di cellulosa, la seconda in quella di contenitori in PET. L'internazionalizzazione della Mossi e Ghisolfi avviene grazie alla dismissione di attività considerate marginali dai grandi gruppi chimici, nelle quali invece l'azienda di Tortona aveva una forte specializzazione: nel 2000 acquisisce tutte le attività della Shell nella produzione del PET, ritrovandosi così a gestire stabilimenti anche in Messico e negli Stati Uniti.
Nel 2002 un accordo con la francese Rhodia porta in dote a Mossi & Ghisolfi quattro stabilimenti specializzati nella produzione di PET e poliestere in Brasile. Al 2004 risale, invece, l'acquisizione dalla Mitsubishi della Chemtex, società con 750 ingegneri, specializzata nella progettazione di impianti chimici e petrolchimici e presente con sedi in Cina ed in India. Proprio quell'anno è avviata una forte verticalizzazione dell'intero gruppo in modo da ridurre di almeno il 5% i costi acquisendo direttamente la virgin nafta e producendo direttamente gli intermedi. Un grosso cambiamento destinato ad avere un prodotto finale messo in vendita allo stesso prezzo di quello cinese ma con in più il prezzo del trasporto.
Il 29 febbraio 2008 è ceduto al colosso statunitense "Plastipak" il controllo di Europa Preforme (ex Italpet Preforme) e di Preforme Sud (ex Cobarr), azienda già leader del gruppo nella produzione di PET.
Il 31 dicembre 2010 sono definitivamente fermate le produzioni di Acetati, dello stabilimento di Pallanza; l'azienda è quindi chiusa in tale data. Negli ultimi anni, il gruppo Mossi & Ghisolfi si dedica alla ricerca scientifica di nuove fonti di energia pulita, scoprendo come ricavare bioetanolo dalla canna comune. Alla scoperta è seguito un notevole investimento per finanziare la creazione di un polo per la produzione di questo biocarburante, che ha sede a Crescentino, in provincia di Vercelli.

### La crisi finanziaria
Nell'ottobre 2017 la società ha presentato la richiesta di concordato preventivo per le attività italiane in seguito alla crisi creata dal maxi investimento nella costruzione dell'impianto in Texas, a Corpus Christi, progettato per essere il più grande al mondo nella produzione di PET ma i cui costi sono lievitati da uno a oltre 2 miliardi al punto da dover chiedere al tribunale del Delaware il ricorso al "Chapter 11", la procedura fallimentare USA.
La richiesta di concordato per le attività italiane è accolta dal tribunale di Alessandria, con 171 dipendenti in cassa integrazione per un anno. Due i piani di ristrutturazione del debito in modo da cercare di riequilibrare la situazione finanziaria e individuare nuovi investitori: uno negli Usa dove la società americana, finita in Chapter 11 per il debito che alla fine del 2016 era di 1,8 miliardi, sarà vendutà nel 2018 per 1,1 miliardi di dollari, e uno in Italia dove i debiti sono di 500-600 milioni di cui 200 verso le banche.
Nel marzo 2018 è spento l'impianto di biocarburante di Crescentino (Vercelli). Nel settembre 2018 Versalis (gruppo Eni) si aggiudica all'asta per 80 milioni di euro dal tribunale di Alessandria il ramo bio di Mossi & Ghisolfi, esattamente Biochemitex, la società di ingegneria esclusiva per la costruzione di impianti per la produzione di etanolo cellulosico con la tecnologia Proesa, di cui Beta Renewables (società del gruppo) è licenziataria unica.
Il 13 luglio 2019 il tribunale di Alessandria ha dichiarato il fallimento del gruppo Mossi & Ghisolfi.

## Struttura
Il Gruppo Mossi & Ghisolfi è stato all'avanguardia mondiale nello sviluppo delle tecnologie che consentono di ottenere biocarburanti e prodotti chimici da varietà vegetali non alimentari, tramite la tecnologia PROESA™, risultato di un investimento di cinque anni e di 140 milioni di euro.
L'azienda è stata guidata da Vittorio Ghisolfi, presidente, mentre i figli Guido e Marco hanno ricoperto rispettivamente le cariche di vicepresidente e amministratore delegato.
Il Gruppo si articolava nelle seguenti business unit: polimeri, ingegneria e R&D, chimica sostenibile ed era presente con i propri impianti produttivi in Italia, Brasile, Messico e Stati Uniti, oltre a due unità di Ricerca e Sviluppo che operavano a Rivalta Scrivia (AL) e a Sharon Center, in Ohio (USA).
- Polimeri: M&G sviluppa e produce PET, principalmente per applicazioni di confezionamento, e fibra poliestere. La fibra poliestere è la più duttile tra le fibre tessili e viene utilizzata per la produzione di numerosi capi di abbigliamento e articoli di arredamento (tappeti, rivestimenti, imbottiture, ecc.).

Nel mondo si consumano quasi 20 milioni di tonnellate di PET per applicazioni di confezionamento. Il 25% in Cina e circa il 50% in tutta l'Asia. In Italia si consuma circa mezzo milione di tonnellate di PET per applicazioni packaging (bottiglie e altri contenitori), di cui circa il 50% viene riciclato.
Il Gruppo M&G è tra i maggiori tre produttori di PET al mondo, con una capacità produttiva annuale di quasi 1.7 milioni di tonnellate e impianti in Brasile, Messico, USA e Italia. Gli stabilimenti di Suape (Brasile) e Altamira (Messico) sono i due più grandi ed efficienti impianti del mondo a linea singola e sono basati su tecnologia proprietaria.
- Ingegneria e R&D: il Gruppo M&G attraverso Chemtex, società acquisita nel 2004, che opera a livello globale con sedi in USA (Wilmington, NC; Sharon Center, OH), Italia (Tortona, Rivalta Scrivia), India (Mumbai, Bangalore) e Cina (Shanghai, Beijing). Chemtex è una società di ingegneria specializzata nella progettazione e realizzazione di impianti industriali nel settore della petrolchimica, polimeri, fibre, energia, biocarburanti e tecnologie ambientali. Il Gruppo Mossi & Ghisolfi e Chemtex vantano 60 anni di successi nello sviluppo di processi e nella commercializzazione d'impianti in tutto il mondo.
- Chimica sostenibile: facente capo a Beta Renewables, una joint venture, costituita nell'ottobre 2011, tra Chemtex e il fondo statunitense TPG (Texas Pacific Group) con un investimento complessivo di 250 milioni di Euro. La società è proprietaria della tecnologia PROESA™ applicata al settore dei biocarburanti e degli intermedi chimici, e dello stabilimento di Crescentino (VC), primo impianto commerciale nel mondo per la produzione di etanolo di seconda generazione. Il suo scopo è costruire alleanze e partenariati a livello globale con le aziende che intendono utilizzare la tecnologia PROESA™.